# Olympische Sommerspiele 1932/Teilnehmer (Kolumbien)
| Gelbes Symbol für Goldmedaillen mit stilisierten Olympischen Ringen | Graues Symbol für Silbermedaillen mit stilisierten Olympischen Ringen | Braundes Symbol für Bronzemedaillen mit stilisierten Olympischen Ringen |
| ------------------------------------------------------------------- | --------------------------------------------------------------------- | ----------------------------------------------------------------------- |
| —                                                                   | —                                                                     | —                                                                       |

Kolumbien nahm an den Olympischen Sommerspielen 1932 in Los Angeles mit einer Delegation von einem Sportler teil. Jorge Perry startete im Marathon, beendete das Rennen jedoch nicht.

## Teilnehmer nach Sportarten

### Leichtathletik
- Jorge Perry
Marathon: Rennen nicht beendet